# Heinfels
Heinfels je obec v Rakousku ve spolkové zemi Tyrolsko v okrese Lienz.
Žije zde 1 009 obyvatel (1. 1. 2011).